# Neurotensin
Neurotensin ist ein Neuropeptid, das im Zentralnervensystem und in den N-Zellen des Dünndarms gebildet wird. Im Magen-Darm-Trakt fungiert es als Intestinal-Hormon und hemmt als solches die Säuresekretion des Magens und stimuliert die Darmkontraktion und Glucagonfreisetzung. Im Gehirn besitzt Neurotensin eine antipsychotische Wirkung und ist möglicherweise an der Pathogenese der Schizophrenie beteiligt.
Neurotensin besteht aus 13 Aminosäuren:
pyroGlu-Leu-Tyr-Glu-Asn-Lys-Pro-Arg-Arg-Pro-Tyr-Ile-Leu-OH.
Seine Effekte vermittelt Neurotensin über eine Aktivierung der G-Protein-gekoppelten Rezeptoren NT1 und NT2 sowie des NT3-Rezeptors.